# Adamowo (rejon miorski)
Adamowo – dawna kolonia. Tereny, na których leżała, znajdują się obecnie na Białorusi, w obwodzie witebskim, w rejonie miorskim, w sielsowiecie Mikołajewo.

## Historia
W czasach zaborów w powiecie dzisieńskim, w guberni wileńskiej Imperium Rosyjskiego.
W latach 1921–1945 folwark a następnie kolonia leżała w Polsce, w województwie wileńskim, w powiecie dziśnieńskim, w gminie Mikołajów.
Według Powszechnego Spisu Ludności z 1921 roku zamieszkiwało tu 17 osób, wszystkie były wyznania prawosławnego. Jednocześnie 14 mieszkańców zadeklarowało białoruską a 3 rosyjską przynależność narodową. Były tu 2 budynki mieszkalne. W 1931 w 2 domach zamieszkiwały 23 osoby.
Wierni należeli do parafii prawosławnej w Dziśnie. Miejscowość podlegała pod Sąd Grodzki w Dziśnie i Okręgowy w Wilnie; właściwy urząd pocztowy mieścił się w Dziśnie.